# Серапион (Лятошевич)
Епископ Серапион (в миру Симеон Лятошевич или Лятушевич; 1705 — 22 апреля 1762) — епископ Русской православной церкви, епископ Вологодский и Белозерский.

## Биография
Родился в 1705 году. Образование получил в Киевской духовной академии.
В монашество пострижен в Братском Богоявленском монастыре. Был в том монастыре головщиком. Занимал должность члена духовной консистории.
9 марта 1740 года назначен архимандритом Тверского Отроча монастыря.
3 февраля 1741 года перемещен архимандритом Калязинского Макариева Троицкого монастыря.
С 30 марта 1745 года — епископ Можайский и Волоколамский, викарий Переславль-Залесской епархии.
С 3 марта 1753 года — епископ Переславль-Залесский и Дмитровский.
Получив назначение на Переславскую кафедру, он первым делом открыл в своей епархии учебное заведение. Оно соединяло в себе низшие и средние классы: низшее отделение было «русское», где учились читать и писать по-русски и по-славянски, за ним следовала «фара», начальный латинский класс, потом «грамматика», «пиитика», наконец самый высший — «реторика», где преподавались философия и самые необходимые богословские науки.
29 октября 1753 года переведен на кафедру Вологодскую и Белозерскую.
18 ноября 1759 года разбит параличом — отнялся язык, не действовала правая рука; ставленников для посвящения посылали или в Кострому, или в Новгород, а разрешение на постройку церквей давала консистория.
В декабре 1761 года уволен на покой в Спасо-Прилуцкий монастырь.
Скончался там же 22 апреля 1762 года. Погребен в Вологодском Софийском соборе.